# Tuerta aziyade
Tuerta aziyade är en fjärilsart som beskrevs av André Vuillet 1892. Tuerta aziyade ingår i släktet Tuerta och familjen nattflyn. Inga underarter finns listade i Catalogue of Life.